# JOY・シモダの気分は兄貴分
JOY・シモダの気分は兄貴分（ジョイ・シモダのきぶんはあにきぶん）は2018年2月23日よりラジオNIKKEI第2で放送されているラジオ番組である。

## 概要
プライベートでも仲の良い株式会社バーグハンバーグバーグの社長・シモダテツヤとタレントのJOYが番組を通して、気分だけでもみんなの兄貴分になるべく、リスナーからのお悩みを解決していく番組。
当初は全4回の予定であったが、好評であったため、全10回に変更された。
ラジオクラウドではアーカイブや放送に入りきらなかった裏トークが配信されている。

## 放送時間
- ラジオNIKKEI第2 金曜日 21:30 - 22:00(JST)[1]

## 出演
- JOY
- シモダテツヤ（株式会社バーグハンバーグバーグ 社長）

## コーナー
ウソかホントか悩み相談
スタッフが考えた偽メールに惑わされずに、リスナーからのお悩み相談を解決していくコーナー。

## エピソード
- 2018年3月の聴取率において、全104局中、トータルで全国第2位、ライブ聴取では全国第1位を獲得した[5]。